# 15 Pułk Strzelców Polskich (WP na Wschodzie)
15 Pułk Strzelców Polskich (15 psp) – oddział piechoty Wojska Polskiego na Wschodzie.

## Formowanie i zmiany organizacyjne
Pułk został sformowana w 1918 roku w składzie 5 Dywizji Strzelców Polskich II Korpusu. Początkowo składał się z jednego batalionu i liczył ok. 100 żołnierzy. Wiosną 1918 roku przeprowadzono reorganizację piechoty II Korpusu. 15 psp otrzymał dwa bataliony piechoty z 3 pułku piechoty Legionów Polskich z rozwiązywanej Brygady Karpackiej. Rozbrojony przez Niemców w maju 1918 roku, przestał istnieć.

## Żołnierze pułku
Dowódcy pułku
- ppłk Zając[2]

Inni żołnierze
- Lucjan Kazimierz Stokowski
- sierż. Józef Szlamka
- plut. Józef Lewandowski